# Autolytus setoensis
Autolytus setoensis är en ringmaskart som beskrevs av Imajima 1966. Autolytus setoensis ingår i släktet Autolytus och familjen Syllidae. Inga underarter finns listade i Catalogue of Life.